# ستیغ کارنگی

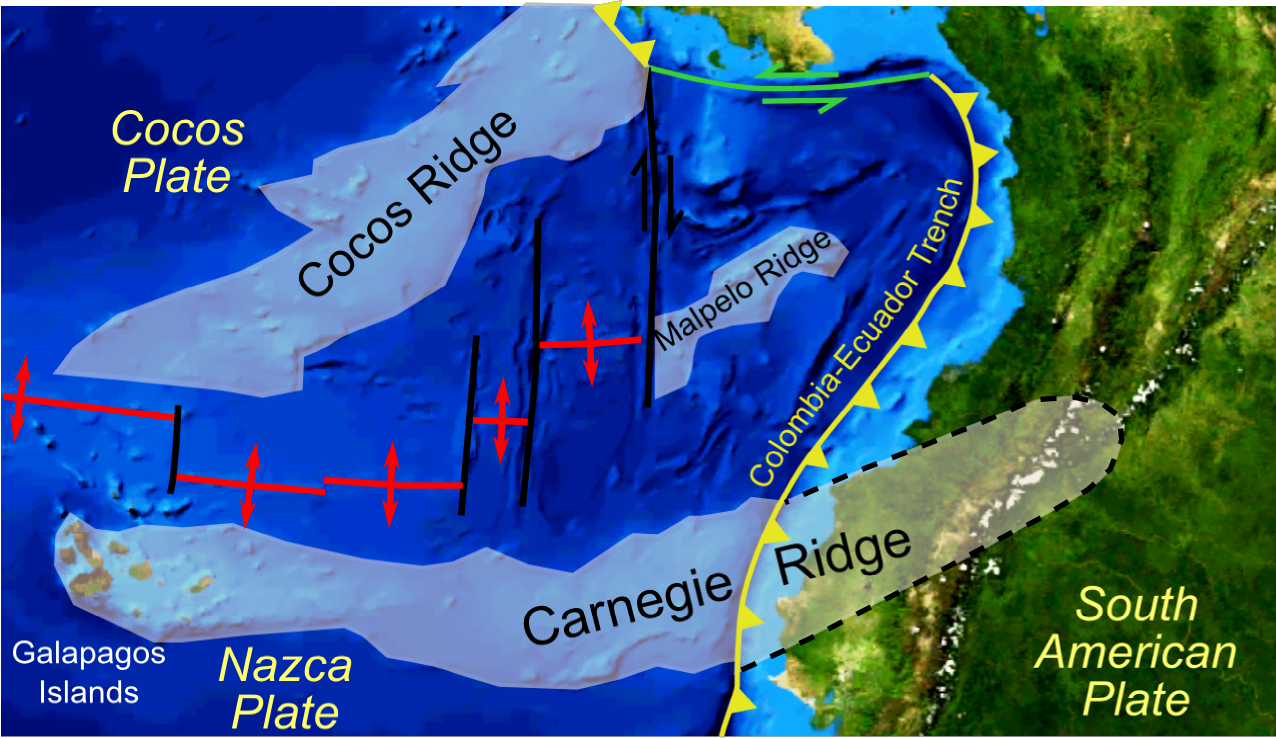
نمای کلی ستیغ کارنگی در سال ۱۹۹۹

ستیغ کارنگی یا خط‌الراس کارنگی (به انگلیسی: Carnegie Ridge) یک خط‌الراس در صفحه نازکا است که در حال حاضر با فرورانش به زیر صفحه آمریکای جنوبی فرورفته است.